# 妖怪公寓的優雅日常
《妖怪公寓的優雅日常》是香月日輪創作的一部小說，2003年10月至2013年8月由講談社發行，2004年，獲得第51屆產經兒童出版文化獎。本作世界觀與香月日輪的另一部作品《地獄堂靈界通信》相通。 
2011年小說改編為漫畫版，由深山和香繪畫，於《月刊少年天狼星》2011年7月號開始連載，至2021年10月號結束。電視動畫於2017年7月2日起在日本地區東京都會電視台等電視台播出。

## 故事簡介
三年前稻葉夕士因為父母雙亡，搬到伯父家，接受伯父一家的照顧，原本希望在考上高中後就搬進宿舍開始獨立生活……沒想到宿舍竟慘遭火災肆虐而付之一炬！費盡千辛萬苦的夕士在因緣際會之下搬進了房租便宜、附伙食還附溫泉的超好康公寓——壽莊。但是，那裏居然是有妖怪出沒的「妖怪公寓」，夕士「普通」的高中生活就此展開。

## 登場角色

### 主要人物
稻葉夕士（聲：阿部敦、泊明日菜（幼时））
條東商業高中一年級學生。夢想本來是成為擁有即時戰力的普通上班族。
雙親因為遇上車禍而過世，於是寄住在伯父家，為了擺脫寄人籬下的生活，於是便立志考進有宿舍居住的商業高中。但是沒想到學校宿舍突發火災需要半年的重建時間，便費盡千幸萬苦的住進租金最便宜名為“壽莊”的妖怪公寓，在那裡遇到了充滿人情味的“怪誕”房客……
本身是一個擁有靈能力的人，但自己表示一直想做個普通人，對靈能力並無自覺，曾在無意中救下學校社團的田代。後來從舊書商手裡得到一本魔法書《小希洛佐異魂》，並成為書的主人，能夠召喚出奇妙的惡魔與妖怪等等。也因此正視自己的靈能力，在秋音的教導下開始修行。中途曾經因為宿舍重修好而搬離妖怪公寓，可是反而感到迷惘、甚至又有再度自我封閉的傾向。最終下定決心回到妖怪公寓。
結局中在一家二手書店出國旅行後，成為了世界著名的小說家。此外，在工作結束時被封印的力量也在旅途中恢復了。
長谷泉貴（聲：中村悠一）
夕士從小學三年級時就認識的好朋友。家裏有父母和姐姐，是個才貌雙全、家境優越的少爺，但卻是家中最底層。為合氣道四段。個性睿智；擅交際且有商業頭腦。初次拜訪妖怪公寓後雖然被妖怪們給稍微嚇到，但還是覺得這裡是個好地方，因此一旦放長假就會跑到妖怪公寓來渡假。貌似因家境或性格的關係，當第一次來妖怪公寓時跟旅行回來時，會帶著很多伴手禮去拜訪。對阿栗十分特別地溺愛，會買很多玩具給他或陪他玩。經常會被秋音以「好爸爸」的形容來稱呼這時的他。
小說最終卷在夕士與龍的襄助下，對抗祖父恭造的怨念，結局時沒有繼承家業，反而和朋友們創辦公司，當上了總裁。此外高中剛畢業時似乎已經獲得了妖怪公寓的201號房間（與他的主要公寓分開）。

### 壽莊
久賀秋音／鈴木（聲：澤城美雪）
除靈師。妖怪公寓204號房客。鷹之台高中二年級學生，在妖怪醫院「月野木醫院」打工，是個與明麗外表不符的大胃王。本名「鈴木 まゆこ」。
性格開朗，很有活力，認為她給人的感覺和長谷很像。雙親皆俱備靈感體質，小學時期曾在「久賀流心鍊術」精神道場修行，於六年級時獲得賜名「久賀秋音」。一直幫助夕士修行。
最終搬離公寓前往四國地區進行除靈師修行，結局時成為月野木醫院的護士。
詩人／一色黎明（聲：石田彰）
102號室。是個詩人兼童話作家。
在妖怪公寓居住了十年之久，是個常年掛着笑容的人，給予夕士很多的建議。有著審美和怪誕的風格。平時都是瞇著眼睛，但若是警惕或告誡他人時眼睛會稍微睜開。精通機器，但安排工作的時間不一定，接近截稿日期時會變得判若兩人。
畫家／深瀨明（聲：中井和哉）
103號室。畫家。妖怪公寓房客。
完全看不出已經48歲的犀利相貌的男人，基本上是個人類。很喜歡喝酒。打架也很擅長。聽說連在自己的畫展也會大鬧一場，且部分的粉絲也是為了看這個而來的？養了一隻叫「雪茄」的哈士奇。
龍（聲：森川智之）
本名不詳。203號房客。長相俊美，擁有一頭長髮。是個溫柔也很嚴厲的人。
自己表示只是一名不足掛齒的靈能力者，但事實上靈能力很強，常年四處跑，但只要一回到妖怪公寓，所有的妖怪們全都正襟危坐。
可以驅使式鬼。經常一直幫助夕士，表示自己很看好他的能力。在夕士中途離開的時候特地回來送行，夕士修行的時候，因為擔心他因此特意留在妖怪公寓。
舊書商（聲：杉田智和）
本名不詳。看似是個賣二手貨的嬉皮小販，實則是為了收集珍奇的書籍而周遊各國的魔法師。每次回來時都會顯得很憔悴。有時會表現得很孩子氣，是個很可愛的人。
《小希洛佐異魂》原本是自己給帶回來的書，但書選擇夕士作為主人，於是便將書送給了夕士。
與夕士一樣是魔書使(以魔法書為媒介施法的術者)。稱自己是夕士的前輩，不過夕士（開玩笑）來表示自己更希望龍先生是自己的前輩。使用的《七賢人之書》蘊含著七名魔法師的法力，能驅使他們來施展能力。
古董商（聲：速水獎）
本名不詳，貌似混血兒的幹練紳仕商人，帶著謎一樣的隨從，販賣謎一樣的物品，總是謎一樣的出現。
曾經偷了龍先生一根頭髮，因為是靈發所以做成吊墜來送給中途離開妖怪公寓的夕士。
前田（聲：青山穰）
外型是體型圓胖的男子。前田不動產的主人。

#### 妖怪
房東先生
長得像顆特大號的蛋、穿白色的和服，經常收不到房租。
佐藤（聲：遊佐浩二）
在知名化妝品公司SOIR上班的妖怪。很喜歡人類的生活。
山田（聲：櫻井敏治）
喜歡園藝的妖怪。外型看上去有些鬱悶。
鳥1（聲：杉田智和）
鳥2（聲：子安武人）
鳥3（聲：森川智之）

#### 幽靈
阿栗（小元）（聲：釘宮理惠）
小男孩幽靈。與同樣是幽靈的白狗小白總是形影不離。總是對他人都很親近，特別是對夕士或長谷。生前被未婚母親虐待，在孤苦無依時邂逅小白與之為伴，但是後來被失去理智的母親遭到虐殺，讓小白憤而咬破阿栗的母親喉嚨因此被前來查探的人給毆打身亡，由於被母親的怨靈追殺的緣故，遂接受犬神的庇護之下搬進壽莊生活，但礙於母親怨靈的執念無法成佛。後來在眾人的幫助下逐漸開啟心房。最終話因為母親的執念消逝正式超渡，轉生後和小白成為龍的熟識的雙胞胎兒子--祐樹和大樹。
小白（聲：田村睦心）
白狗幽靈。與阿栗總是形影不離。生前原本是隻流浪狗，偶遇被親生母親的虐待的阿栗成為朋友，但後來阿栗被他的母親給虐殺，因此憤而咬破阿栗的母親喉嚨致其身亡，隨後便被一群人士用棍棒毆打身亡。因為放心不下阿栗因此志願陪伴其身邊，獲得犬神的庇護之下搬進壽莊生活。最終話因為阿栗獲得超渡，偕同後者轉生為龍的熟識的雙胞胎兒子，與阿栗成為兄弟。
麻里子（聲：三石琴乃）
有著天使臉蛋、不遜於超級名模魔鬼身材的女幽靈，在妖怪托兒所「鶴龜園」任職。性格奔放不拘小節(因為已經當了很久的幽靈)，總是穿的很少在公寓晃來晃去。生前原本是暴發戶人家的千金，過著放蕩的生活且數度墮胎，後來邂逅真正心儀的男子與之結婚，卻因為先前的多次墮胎導致體質虛弱，最終在21歲時產下嬰兒後辭世。因為生前未盡的心願，對於為人母親有著強烈的憧憬。
琉璃子（聲：[[]]）
只有一雙手的幽靈，總在廚房邊的忙裡忙外，負責妖怪公寓的膳食。所做的家庭料理受到公寓住戶們的讚嘆。生前原本是某個餐館的女店員，夢想開設自己的小餐館，但後來被糾纏不清的客人給殺害分屍，造成她成為幽靈後僅剩手的型態。死後為了完成自己的夢想，住進妖怪公寓後經常為住戶製作料理。雖然僅剩雙手的型態，仍能聽見他人的話語，亦可透過書信和電子郵件表達自己的想法。

### 夕士的親屬
博（聲：小西克幸）
夕士的伯父。
惠子（聲：藤井美代子）
夕士的伯母(博的妻子)。
恵理子（聲：高橋美衣）
比夕士大一歲的堂姐，博與惠子的女兒。

### 長谷家
長谷慶二（聲：大川透）

長谷瑞羽（聲：大原沙耶香）
長谷泉貴的母親。溫柔賢惠，端莊穩重，是個顧家的賢妻良母。
長谷汀（聲：能登麻美子）
長谷泉貴的姐姐。
長谷恭造

### 條東商業高中
田代貴子（聲：奧谷楓）
夕士的同學，個性開朗，好奇心旺盛。蒐集情報的能力一流。
垣内由衣（聲：葉山郁美）
田代的好友兼三人組之一。結局在大學畢業後任職於旅行社，邂逅繼承父業的年輕社長結婚並懷有身孕。
櫻庭櫻子（聲：大和田仁美）
田代的好友兼三人組之一。結局從職校畢業後，進入大型服裝企業設計開發部任職。
神谷瑠衣（聲：芳野由奈）
條東商業高中有史以來的最才貌兼具的女學生，不遜於安潔莉娜裘莉、充滿女人味的美貌下，有著男子般的豪爽果斷。因為父親早逝，毅然選擇唸商好接手家中事務。仰慕千晶。後來在千晶的介紹下，成為『Club Everton』的成員兼老闆。
山本小夏（聲：釘宮理惠）
條東商業高中的女學生，經常仰賴青木春香。結局時離家出走，行蹤不明。
千晶直巳（聲：関俊彦）
條東商業高中新來的老師、夕士班級的新班主任，富二代，看似玩世不恭，實際是個很為學生著想、有原則，天生貧血，體質對鬼怪幽靈之類的比較敏感，跟青木春香是兩個完全相反的老師。過去曾和友人經營會員制俱樂部「EVERTON」，從時任店主兼傳奇歌手的手裡繼承店面，後將店面交給政宗經營，雖然結識不少人脈，但亦受煩惱與風波干擾，最終因為發生無可忍受的事件，選擇離開俱樂部轉任教職。結局時成為知名歌手，因為工作無法出席同學會。
青木春香（聲：折笠富美子）
條東商業高中新來的英語老師，相貌雖然不艷麗，但是卻非常清秀有氣質。授課教學的技巧無懈可擊，但在處理學生和同事(尤其是千晶)的關係上完全是只以自己的認知來評斷行動，並沒有做到真正的設身處地，甚至連自己的所作所為其實是擾人、傷得對方遍體鱗傷都毫無自知。千晶對她的評語是：『不會受傷的棘手傢伙』，而詩人的評語是：『通往地獄的道路是由善意鋪裝而成的』。

## 出版書籍

### 小說
妖怪公寓的優雅日常
YA!ENTERTAINMENT
| 冊數 | 講談社         | 講談社                 | 皇冠文化       | 皇冠文化               |
| 冊數 | 發售日期       | ISBN                   | 發售日期       | ISBN                   |
| ---- | -------------- | ---------------------- | -------------- | ---------------------- |
| 1    | 2003年10月11日 | ISBN 978-4-06-212066-1 | 2008年7月4日   | ISBN 978-957-33-2437-9 |
| 2    | 2004年3月11日  | ISBN 978-4-06-212312-9 | 2008年10月3日  | ISBN 978-957-33-2467-6 |
| 3    | 2004年10月9日  | ISBN 978-4-06-212587-1 | 2009年1月5日   | ISBN 978-957-33-2504-8 |
| 4    | 2005年8月23日  | ISBN 978-4-06-269359-2 | 2009年5月8日   | ISBN 978-957-33-2540-6 |
| 5    | 2006年3月11日  | ISBN 978-4-06-269364-6 | 2009年9月11日  | ISBN 978-957-33-2573-4 |
| 6    | 2007年3月10日  | ISBN 978-4-06-269379-0 | 2009年12月31日 | ISBN 978-957-33-2616-8 |
| 7    | 2007年10月18日 | ISBN 978-4-06-269388-2 | 2010年5月7日   | ISBN 978-957-33-2657-1 |
| 8    | 2008年1月11日  | ISBN 978-4-06-269390-5 | 2010年9月17日  | ISBN 978-957-33-2702-8 |
| 9    | 2008年10月10日 | ISBN 978-4-06-269402-5 | 2011年1月14日  | ISBN 978-957-33-2750-9 |
| 10   | 2009年3月11日  | ISBN 978-4-06-269412-4 | 2011年5月6日   | ISBN 978-957-33-2796-7 |
| 外傳 | 2013年8月9日   | ISBN 978-4-06-269473-5 | 2016年1月8日   | ISBN 978-957-33-3204-6 |

講談社文庫
| 冊數 | 講談社         | 講談社                 |
| 冊數 | 發售日期       | ISBN                   |
| ---- | -------------- | ---------------------- |
| 1    | 2008年10月15日 | ISBN 978-4-06-276169-7 |
| 2    | 2009年3月13日  | ISBN 978-4-06-276299-1 |
| 3    | 2009年12月15日 | ISBN 978-4-06-276532-9 |
| 4    | 2010年6月15日  | ISBN 978-4-06-276673-9 |
| 5    | 2011年1月14日  | ISBN 978-4-06-276856-6 |
| 6    | 2011年7月15日  | ISBN 978-4-06-277004-0 |
| 7    | 2012年2月15日  | ISBN 978-4-06-277196-2 |
| 8    | 2012年12月14日 | ISBN 978-4-06-277430-7 |
| 9    | 2013年11月15日 | ISBN 978-4-06-277700-1 |
| 10   | 2014年4月15日  | ISBN 978-4-06-277824-4 |
| 外傳 | 2017年5月16日  | ISBN 978-4-06-293670-5 |

妖怪公寓的優雅餐桌
| 文庫             | 講談社         | 講談社                 |
| 文庫             | 發售日期       | ISBN                   |
| ---------------- | -------------- | ---------------------- |
| YA!ENTERTAINMENT | 2009年11月26日 | ISBN 978-4-06-269426-1 |
| 講談社文庫       | 2015年12月15日 | ISBN 978-4-06-293283-7 |

妖怪公寓的優雅的人
| 文庫             | 講談社         | 講談社                 |
| 文庫             | 發售日期       | ISBN                   |
| ---------------- | -------------- | ---------------------- |
| YA!ENTERTAINMENT | 2012年1月27日  | ISBN 978-4-06-269449-0 |
| 講談社文庫       | 2015年12月15日 | ISBN 978-4-06-293286-8 |

### 漫畫
| 冊數 | 講談社        | 講談社                 | 講談社                 | 東立出版社     | 東立出版社             |
| 冊數 | 發售日期      | 通常版 ISBN            | 特裝版 ISBN            | 發售日期       | ISBN                   |
| ---- | ------------- | ---------------------- | ---------------------- | -------------- | ---------------------- |
| 1    | 2011年11月9日 | ISBN 978-4-06-376310-2 | 不適用                 | 2013年3月13日  | ISBN 978-986-317-708-1 |
| 2    | 2012年5月9日  | ISBN 978-4-06-376343-0 | 不適用                 | 2013年3月13日  | ISBN 978-986-317-709-8 |
| 3    | 2012年11月9日 | ISBN 978-4-06-376370-6 | ISBN 978-4-06-358407-3 | 2013年6月24日  | ISBN 978-986-317-710-4 |
| 4    | 2013年4月9日  | ISBN 978-4-06-376394-2 | ISBN 978-4-06-358423-3 | 2013年9月10日  | ISBN 978-986-332-078-4 |
| 5    | 2013年11月8日 | ISBN 978-4-06-376429-1 | ISBN 978-4-06-358448-6 | 2015年1月8日   | ISBN 978-986-337-761-0 |
| 6    | 2014年4月9日  | ISBN 978-4-06-376457-4 | ISBN 978-4-06-358489-9 | 2015年2月26日  | ISBN 978-986-348-816-3 |
| 7    | 2014年11月7日 | ISBN 978-4-06-376508-3 | ISBN 978-4-06-358709-8 | 2015年11月26日 | ISBN 978-986-382-360-5 |
| 8    | 2015年3月9日  | ISBN 978-4-06-376527-4 | ISBN 978-4-06-362287-4 | 2016年4月25日  | ISBN 978-986-431-105-7 |
| 9    | 2015年7月9日  | ISBN 978-4-06-376554-0 | ISBN 978-4-06-362296-6 | 2016年8月1日   | ISBN 978-986-431-861-2 |
| 10   | 2015年11月9日 | ISBN 978-4-06-376581-6 | ISBN 978-4-06-362306-2 | 2016年11月18日 | ISBN 978-986-462-581-9 |
| 11   | 2016年4月8日  | ISBN 978-4-06-390616-5 | ISBN 978-4-06-358799-9 | 2017年6月19日  | ISBN 978-986-470-215-2 |
| 12   | 2016年11月9日 | ISBN 978-4-06-390661-5 | ISBN 978-4-06-358829-3 | 2017年11月10日 | ISBN 978-986-482-366-6 |
| 13   | 2017年4月7日  | ISBN 978-4-06-390698-1 | ISBN 978-4-06-362348-2 | 2018年9月3日   | ISBN 978-986-486-141-5 |
| 14   | 2017年7月7日  | ISBN 978-4-06-390719-3 | ISBN 978-4-06-362361-1 | 2018年10月5日  | ISBN 978-986-486-643-4 |
| 15   | 2017年11月9日 | ISBN 978-4-06-510339-5 | ISBN 978-4-06-510467-5 | 2019年11月11日 | ISBN 978-957-26-0640-7 |
| 16   | 2018年4月9日  | ISBN 978-4-06-511173-4 | ISBN 978-4-06-511529-9 | 2021年9月17日  | ISBN 978-957-26-1140-1 |
| 17   | 2018年11月9日 | ISBN 978-4-06-513437-5 | ISBN 978-4-06-514074-1 | 2022年2月24日  | ISBN 978-957-26-2294-0 |
| 18   | 2019年4月9日  | ISBN 978-4-06-515051-1 | ISBN 978-4-06-515956-9 |                |                        |
| 19   | 2019年11月8日 | ISBN 978-4-06-517476-0 | 不適用                 |                |                        |
| 20   | 2020年4月9日  | ISBN 978-4-06-519075-3 | 不適用                 |                |                        |
| 21   | 2020年11月9日 | ISBN 978-4-06-521184-7 | 不適用                 |                |                        |
| 22   | 2021年4月8日  | ISBN 978-4-06-522771-8 | 不適用                 |                |                        |
| 23   | 2021年7月8日  | ISBN 978-4-06-523802-8 | 不適用                 |                |                        |
| 24   | 2022年1月7日  | ISBN 978-4-06-525738-8 | 不適用                 |                |                        |
| 25   | 2022年7月7日  | ISBN 978-4-06-528313-4 | 不適用                 |                |                        |
| 26   | 2023年3月9日  | ISBN 978-4-06-530934-6 | 不適用                 |                |                        |
| 27   | 2023年9月8日  | ISBN 978-4-06-533098-2 | 不適用                 |                |                        |
| 28   | 2024年1月9日  | ISBN 978-4-06-534213-8 | 不適用                 |                |                        |
| 29   | 2024年7月9日  | ISBN 978-4-06-535997-6 | 不適用                 |                |                        |
| 30   | 2024年11月8日 | ISBN 978-4-06-537406-1 | 不適用                 |                |                        |
| 31   | 2025年6月9日  | ISBN 978-4-06-539696-4 | 不適用                 |                |                        |

## 電視動畫
漫畫的電視動畫化於2017年3月24日公佈，並於同年7月份開始播送。動畫製作由製作《叮噹貓》的新銳動畫負責。中國大陸地區由嗶哩嗶哩通過網絡播放。

### 主題曲
片頭曲
「Good Night Mare」（第1－13話）
填詞、作曲、主唱：，編曲：渡邊拓也
（第14－26話）
填詞、作曲：池波晏壽，編曲：有木龍郎，主唱：Wi-Fi-5
片尾曲
「日常識Broken down」（第1－13話.第26話）
填詞、作曲：Q-MHz，編曲：Q-MHz、eba，主唱：稻葉夕士（阿部敦）、長谷泉貴（中村悠一）
「音色」（第14－25話）
填詞、作曲、主唱：Lozareena，編曲：渡邊拓也

### 各話列表
| 話數   | 日文標題 | 中文標題               | 劇本       | 分鏡     | 演出     | 作畫監督                                                     | 總作畫監督        |
| ------ | -------- | ---------------------- | ---------- | -------- | -------- | ------------------------------------------------------------ | ----------------- |
| 第①怪  |          | 夕士與壽莊             | 山田靖智   | 橋本光夫 | 藤本義孝 | 今野幸一、小丸敏之                                           | 島崎知美          |
| 第②怪  |          | 妖怪公寓的居民         | 山田靖智   | 緒方隆秀 | 緒方隆秀 | 田邊謙司                                                     | 田邊謙司          |
| 第③怪  |          | 小圓與小白             | 山田靖智   | 羽鳥潤   | 關田修   | 渡邊真弓、大川美穗子                                         | 渡邊真弓 反町司   |
| 第④怪  |          | 這一邊                 | 山田靖智   | 緒方隆秀 | 緒方隆秀 | 加藤茂                                                       | 島崎知美 小丸敏之 |
| 第⑤怪  |          | 能說我回來的地方       | 山田靖智   | 佐藤美穗 | 鈴木孝聰 | 今野幸一、吉田肇                                             | 渡邊真弓 反町司   |
| 第⑥怪  |          | 小希洛佐異魂           | 植竹須美男 | 緒方隆秀 | 緒方隆秀 | 加藤茂、小峰正賴 有働彌生                                    | 島崎知美 小丸敏之 |
| 第⑦怪  |          | 修行中！               | 植竹須美男 | 羽鳥潤   | 藤本義孝 | 渡邊真弓、大川美穗子 小丸敏之                                | 渡邊真弓 反町司   |
| 第⑧怪  |          | 書之主人               | 鴻野貴光   | 緒方隆秀 | 緒方隆秀 | 田邊謙司                                                     | 田邊謙司          |
| 第⑨怪  |          | 新學期                 | 山田靖智   | 西田健一 | 西田健一 | 堀江佑                                                       | 渡邊真弓 反町司   |
| 第⑩怪  |          | 學校的怪談？           | 鴻野貴光   | 羽鳥潤   | 關田修   | 小丸敏之、今野幸一                                           | 島崎知美 小丸敏之 |
| 第⑪怪  |          | 最糟糕的邂逅           | 植竹須美男 | 緒方隆秀 | 緒方隆秀 | 加藤茂                                                       | 渡邊真弓 反町司   |
| 第⑫怪  |          | 我向未來邁進           | 山田靖智   | 藤本義孝 | 鈴木孝聰 | 大川美穂子、吉田肇 萩原祥子、三橋美枝子                      | 島崎知美 小丸敏之 |
| 第⑬怪  |          | 蛻變                   | 鴻野貴光   | 緒方隆秀 | 緒方隆秀 | 加藤茂、加藤愛 有働彌生                                      | 渡邊真弓 反町司   |
| 第⑭怪  |          | 妖怪公寓的夏夜漸深     | 植竹須美男 | 羽鳥潤   | 藤本義孝 | 小丸敏之、今野幸一                                           | 島崎知美 小丸敏之 |
| 第⑮怪  |          | 新任教師登場           | 山田靖智   | 緒方隆秀 | 緒方隆秀 | 田邊謙司                                                     | 渡邊真弓 反町司   |
| 第⑯怪  |          | 在十五夜賞月蹦蹦跳     | 植竹須美男 | 藤本義孝 | 關田修   | 渡邊真弓、大川美穗子                                         | 渡邊真弓 反町司   |
| 第⑰怪  |          | 通往地獄之路被鋪上善意 | 山田靖智   | 緒方隆秀 | 緒方隆秀 | 加藤茂、加藤愛 有働彌生                                      | 島崎知美 小丸敏之 |
| 第⑱怪  |          | 發自內心深處的話語     | 鴻野貴光   | 鈴木孝聰 | 鈴木孝聰 | 今野幸一、吉田肇 反町司                                      | 渡邊真弓 反町司   |
| 第⑲怪  |          | 讓大家互相溝通吧       | 鴻野貴光   | 緒方隆秀 | 藤本義孝 | 成田美枝子、萩原祥子 山內東生雄、輿石曉 今野幸一、大川美穗子 | 島崎知美 小丸敏之 |
| 第⑳怪  |          | 贴金的内在             | 山田靖智   | 羽鳥潤   | 藤本義孝 | 渡邊真弓、大川美穗子                                         | 渡邊真弓 反町司   |
| 第㉑怪 |          | 這又不是漫畫！         | 植竹須美男 | 緒方隆秀 | 緒方隆秀 | 加藤茂、加藤愛 有働彌生                                      | 島崎知美 小丸敏之 |
| 第㉒怪 |          | 劍拔弩張的學生總會！   | 植竹須美男 | 藤本義孝 | 關田修   | 小丸敏之、今野幸一                                           | 島崎知美 小丸敏之 |
| 第㉓怪 |          | 另一張臉，喜歡？討厭？ | 鴻野貴光   | 緒方隆秀 | 緒方隆秀 | 加藤茂、加藤愛 有働彌生                                      | 島崎知美 小丸敏之 |
| 第㉔怪 |          | 暴風雨前的暴風雨       | 山田靖智   | 鈴木孝聰 | 鈴木孝聰 | 大川美穗子、吉田肇                                           | 島崎知美 小丸敏之 |
| 第㉕怪 |          | 狂風暴雨來襲           | 鴻野貴光   | 緒方隆秀 | 緒方隆秀 | 加藤茂、田邊謙司 加藤愛、有働彌生                            | 渡邊真弓 反町司   |
| 第㉖怪 |          | 妖怪公寓的優雅日常     | 山田靖智   | 橋本光夫 | 藤本義孝 | 小丸敏之、今野幸一                                           | 島崎知美 小丸敏之 |

### 播放電視台
日本深夜動畫：下文記載的日本国内播放時間使用日本標準時間（UTC+9）表示。因為部分時間标识會採用30小时制，因此請留意这类超过24:00的时间，其實際播放時間為翌日清晨。
| 播放日期               | 播放時間                  | 播放電視台     | 播方地區   | 備註                             |
| ---------------------- | ------------------------- | -------------- | ---------- | -------------------------------- |
| 2017年7月3日－12月25日 | 星期一 23時00分－23時30分 | 東京都會電視台 | 東京都     |                                  |
|                        | 星期一 25時59分－26時32分 | 讀賣電視台     | 近畿廣域圏 | 『MANPA』第1部                   |
| 2017年7月4日－12月26日 | 星期二 25時30分－26時00分 | 日本BS放送     | 日本全國   | 製作參加／BS放送／『ANIME+節目』 |

### BD&DVD
| 卷數 | 發行日期       | 收錄話數       | 規格編號  | 規格編號  |
| 卷數 | 發行日期       | 收錄話數       | BD        | DVD       |
| ---- | -------------- | -------------- | --------- | --------- |
| 1    | 2017年12月16日 | 第1話－第7話   | OED-10382 | OED-10386 |
| 2    | 2018年2月16日  | 第8話－第13話  | OED-10383 | OED-10387 |
| 3    | 2018年4月17日  | 第14話－第20話 | OED-10384 | OED-10388 |
| 4    | 2018年6月16日  | 第21話－第26話 | OED-10385 | OED-10389 |

## 外部連結
- 《妖怪公寓的優雅日常》｜香月日輪線上｜講談社BOOK俱樂部（页面存档备份，存于） （日語）
- 電視動畫《妖怪公寓的優雅日常》官方網站（页面存档备份，存于） （日語）
- 電視動畫《妖怪公寓的優雅日常》的X（前Twitter） （日語）